# Sovran
Sovran (архаизм от англ. Sovereign — суверен) — шестой полноформатный студийный альбом готик-дум-метал-группы Draconian, выпущенный 30 октября 2015 года на лейбле Napalm Records. Sovran стал первым альбомом с участием новой вокалистки группы — Хайке Лангханс (:LOR3L3I:, ISON) после ухода Лисы Юханссон в 2011 году, а также последним альбомом с участием басиста Фредрика Юханссона, покинувшего группу в 2016 году.

## Об альбоме
В альбоме присутствуют все составляющие жанра готик-дум-метала: негативные эмоции вроде грусти и одиночества, тёмная романтика, вокальный приём «красавица и чудовище» и неспешный размеренный темп. В композиции «Rivers Between Us» используется чистый вокал, исполненный Даниелем Онгеде из группы Crippled Black Phoenix. В качестве вокалистки выступила Хайке Лангханс, вступившая в группу на место ушедшей Лисы Юханссон.
Обложка альбома нарисована Костином Чиоряном, также оформлявшем альбомы таких групп, как Arcturus, Primordial, At the Gates и Arch Enemy. Матовый диджипак выпущен лейблом Mazzar.
На песню «Stellar Tombs» был снят клип. Режиссёром выступил Боуэн Стейнс, ранее снимавший клипы для таких групп, как Sólstafir, Skálmöld, The Vintage Caravan и Ólafur Arnalds.

## Отзывы критиков
Михаил Стеблецов из журнала InRock поставил альбому оценку 7/10, оценив привлекательное оформление альбома и ровное звучание «без зазубрин», однако отметив, что запись получилась скучноватой. Ронни Биттнер из журнала Rock Hard оценил альбом в 5 баллов из 10, отметив, что он может прийтись по вкусу любителям таких групп, как Theatre of Tragedy, однако остальным следует держаться подальше «от этой псевдо-меланхолии».

## Список композиций
| №                   | Название                                 | Текст песни              | Музыка              | Длительность |
| ------------------- | ---------------------------------------- | ------------------------ | ------------------- | ------------ |
| 1.                  | «Heavy Lies the Crown»                   | Андерс Якобссон          | Юхан Эриксон        | 6:39         |
| 2.                  | «The Wretched Tide»                      | Якобссон                 | Эриксон             | 6:09         |
| 3.                  | «Pale Tortured Blue»                     | Якобссон                 | Эриксон             | 6:14         |
| 4.                  | «Stellar Tombs»                          | Якобссон                 | Эриксон             | 6:02         |
| 5.                  | «No Lonelier Star»                       | Якобссон                 | Эриксон             | 7:50         |
| 6.                  | «Dusk Mariner»                           | Хайке Лангханс, Якобссон | Эриксон             | 8:00         |
| 7.                  | «Dishearten»                             | Лангханс, Якобссон       | Эриксон             | 6:37         |
| 8.                  | «Rivers Between Us» (уч. Даниель Онгеде) | Якобссон                 | Эриксон             | 6:48         |
| 9.                  | «The Marriage of Attaris»                | Лангханс, Якобссон       | Эриксон             | 8:54         |
| 10.                 | «With Love and Defiance» (бонус-трек)    | Якобссон                 | Эриксон             | 4:21         |
| Общая длительность: | Общая длительность:                      | Общая длительность:      | Общая длительность: | 67:34        |

## Участники записи
Участники группы
- Андерс Якобссон — вокал
- Хайке Лангханс — вокал
- Юхан Эриксон — гитара, продюсер
- Даниэль Арвидссон — гитара
- Фредрик Юханссон — бас-гитара
- Джерри Торстенссон — ударные

Приглашённые участники
- Даниель Онгеде (Crippled Black Phoenix) — вокал (8)

Технический состав
- Йенс Богрен — мастеринг, микширование
- Дэвид Кастилло — продюсер, инжиниринг вокала
- Якоб Германн — продюсер, инжиниринг ударных
- Карл Даниэль Лиден — инжиниринг вокала
- Алан Уоттс — диктор
- Костин Чиорян — оформление и вёрстка
- Йохан Стейк — фотография